# Stehenbach
Der Stehenbach ist ein fast acht Kilometer langer, insgesamt nordöstlich ziehender, rechter Zufluss der Donau im namengebenden Dorf der Gemeinde Rottenacker im baden-württembergischen Alb-Donau-Kreis. 

## Name
Der Bach trägt abschnittsweise auch die Namen Stehen, Mühlhauser Bach, am Unterlauf dann Stehbach. Erstmals schriftlich erwähnt wird der Name als Oikonym um 1129 als Stadigun. Er leitet sich vom althochdeutschen *Stātīga mit der Bedeutung „die Beständige (ständiger Wasserlauf)“ ab.

## Verlauf
Der Stehenbach entsteht durch den Zusammenfluss seines viereinhalb Kilometer langen linken Oberlaufs Aigendorfer Bach mit dem vergleichsweise unbedeutenden rechten Hirtenbach beim Dorf Moosbeuren der Gemeinde Oberstadion. Von hier an fließt er noch fast acht Kilometer weit in einem Rechtsbogen anfangs nordwestlich, gegen Ende nördlich, anfangs durch die Gemeinde Oberstadion, dann in der Gemeinde Unterstadion an deren namengebenden Hauptort entlang. Hiernach tritt er in die breite Riedebene im Süden der Donau ein, wo kurz das Gebiet der Stadt Munderkingen ohne Besiedlung ans linke Ufer grenzt, während sich rechts nun weit donauabwärts das Rottenacker Ried erstreckt. Daraufhin wechselt er aufs Gebiet der Gemeinde Rottenacker über, wo er schließlich im Siedlungsbereich von Rottenacker unterhalb von Flusswehr und Brücke in die Donau mündet.